# أدور
الدُّور أو (نقحرة: أدور) (بالإسبانية: Ador)‏ هي بلدية إسبانية تقع في مقاطعة بلنسية التابعة اقليميا لمنطقة بلنسية. وهي تقع في كُماركة الصخور ذات الغالبية اللغوية البلنسية. يقدر عدد سكانها بـ 1,513 نسمة ومساحتها 13.80 كم2 وترتفع عن سطح البحر 50 متر.

## جغرافية

موقع أدور في لمنطقة بلنسية.
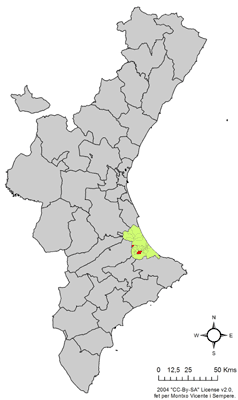
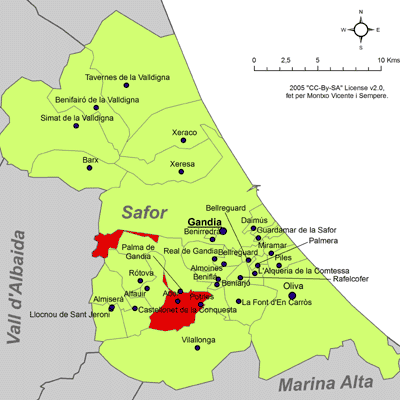
موقع أدور في كوماركا سافور